# Jidéhem
Pour l’article ayant un titre homophone, voir JDM.
Jean De Mesmaeker, dit Jidéhem, né le 21 décembre 1935 à Bruxelles (province de Brabant) et mort le 30 avril 2017 dans la même ville, est un scénariste, dessinateur et décoriste de bande dessinée belge francophone, représentant de l'école de Marcinelle.

## Biographie

### Premières années

Ginger

Jean De Mesmaeker naît à Bruxelles le 21 décembre 1935. Enfant, il s'initie au dessin en recopiant des aventures de Tintin et s'oriente ensuite vers une carrière artistique en étudiant à l'Institut Saint-Luc. Influencé par le travail de Maurice Tillieux et de sa série Félix, il crée une série policière dont le héros est également un détective du nom de Ginger dont les premières planches apparaissent en 1954 dans le journal Héroïc-Albums, dirigé par Fernand Cheneval, aux côtés de Greg, Tibet et Tillieux lui-même. C'est alors qu'il prend le pseudonyme de « Jidéhem », créé à partir des initiales de son nom. La série s'interrompt après sept épisodes en 1956, date de la disparition de la publication, et ne réapparait que plus de vingt ans plus tard, en 1976, dans Spirou. En 2025, les Éditions de l'Élan publient le premier tome de l'intégrale qui réunit les sept récits complets parus dans les Héroïc-Albums en 1956 accompagnés de dossiers.

### Spirou, Gaston et Sophie
En 1957, grâce à Tillieux, il entre au journal Spirou. Charles Dupuis l'envoie épauler André Franquin sur les séries Spirou et Fantasio et Gaston Lagaffe, pour lesquelles le jeune homme assure les décors et l'encrage. Il fait alors la connaissance de celle qui deviendra son épouse, Gwendoline, qui est alors la secrétaire d'Yvan Delporte, rédacteur en chef de Spirou depuis 1955. Peu après, appuyé par ce dernier, il reprend à Franquin les illustrations de la série Starter — nom d'un jeune mécanicien qui fait des « essais voiture » —, chronique écrite par Jacques Wauters et qu'il continuera jusque dans les années 1980. Finalement, Sophie, petite fille espiègle et malicieuse créée dans l'aventure de Starter L'Œuf de Karamazout, est si populaire qu'elle devient l'héroïne d'une série de vingt albums publiés jusqu'en 1995 chez Dupuis. Starter connut deux aventures avant l'apparition de Sophie : la première, Starter contre les casseurs , est publiée dans la collection « Péchés de jeunesse » et la seconde, La Maison d'en face, constitue l'album no 6 des aventures de Sophie.
La collaboration avec Franquin se concrétise par la prise en charge des décors de la série Gaston Lagaffe, mais également par la mise en place des personnages et du scénario : c'est presque cinq cents gags de la série que Jidéhem dessine en collaboration avec son mentor, qui envisage même un moment de lui transmettre la série. Jidéhem aura suffisamment inspiré Franquin pour que ce dernier utilise ses propres expressions pour les conversations du héros gaffeur et lorsque André Franquin crée un personnage d'homme d'affaires acariâtre, Jidéhem lui trouve quelque ressemblance avec son propre père et, avec son accord, Franquin nomme le personnage M. De Mesmaeker. Partageant crayonnés et encrages avec Franquin de manière indifférenciée, Jidéhem est pratiquement le coauteur de la série jusqu’en 1968, date à laquelle Franquin abandonne Spirou et Fantasio pour se consacrer davantage à Gaston.
De ses longues années passées aux côtés d'André Franquin, Jidéhem acquiert un grand sens du dynamisme, servi par un trait semi-réaliste énergique et expressif, dans un style proche de celui de Maurice Tillieux. Il excelle dans toutes les reconstitutions techniques et se révèle un très bon décoriste pour plusieurs histoires de la série Spirou et Fantasio de Franquin, comme La Foire aux gangsters,  La Peur au bout du fil, Z comme Zorglub et L'Ombre du Z, mais également pour la série La Ribambelle de Roba ou Natacha de Walthéry.
De 1990 à 1993, il adapte en bande dessinée des chansons estudiantines dans Chansons Cochonnes aux éditions Top Game,, et collabore comme illustrateur pour L'Auto-Journal.
Parallèlement, Jidéhem travaille dans la publicité pour Benoît Gillain et réalise seul trois aventures de Joseph Tripoté de 8 planches chacune dans Bonux Boy de 1960 à 1961. Il illustre les publicités d'apprentissage des langues avec la méthode Assimil en 1962 ainsi que les publicités pour la colle UHU avec le personnage de Uhu-Man sur des scénarios d'Yvan Delporte en 1967. La publication de ces publicités se fait également dans Tintin.
En outre, Jidéhem participe à divers albums collectifs dont Il était une fois... Les Belges (Le Lombard, 1980), Catalogue imaginaire (Dupuis, 1985), Spécial animaux - 7 chefs-d'œuvre drôles, émouvants et tendres (Dupuis, 1986), Parodies - ... par leurs vrais auteurs ! (MC Productions, 1987), Chansons cochonnes (Topgame, 1990), Bill a disparu ! (Vents d'Ouest, 1990) et Jospin dans tous les pétrins (Pictoris Studio, 1998).
Jidéhem meurt à Bruxelles le 30 avril 2017, âgé de 81 ans.

### Vie privée
Jidéhem a épousé Gwendoline, qui surnomme Jidéhem, Jiji. Ensemble ils ont eu une fille prénommée Sophie qui deviendra sous son crayon l’un des personnages emblématiques du journal Spirou et qui a pour parrain Roba.

## Œuvres

### Albums de bande dessinée

#### Sophie
- 1968 : L'Œuf de Karamazout[22]
- 1968 : La Bulle du silence
- 1969 : Les Bonheurs de Sophie
- 1970 : Qui fait peur à Zoé ?
- 1971 : Sophie et le Rayon Kâ
- 1972 : La Maison d'en face
- 1972 : Sophie et le Cube qui parle
- 1973 : Les Bonheurs de Sophie, 2e série
- 1973 : La Tiare de Matlotl Halatomatl (ISBN 2-8001-0331-0)
- 1974 : Sophie et le Douanier Rousseau (ISBN 2-8001-0390-6)
- 1976 : Sophie et le Souffle du dragon (ISBN 2-8001-0489-9)
- 1977 : Cette sacrée Sophie (ISBN 2-8001-0552-6)
- 1978 : Sophie et les Quatre Saisons (ISBN 2-8001-0577-1)
- 1979 : Sophie et l'Inspecteur Céleste (ISBN 2-8001-0636-0)
- 1980 : Sophie et Donald Mac Donald (ISBN 2-8001-0704-9)
- 1981 : Rétro Sophie (ISBN 2-8001-0739-1)
- 1984 : Sophie et Cie (ISBN 2-8001-1051-1)
- 1990 : Don Giovanni (ISBN 2-8001-1717-6)
- 1991 : L'Odyssée du U 522 (ISBN 2-8001-1853-9)
- 1995 : Le Tombeau des glyphes (ISBN 2-8001-1955-1)
- Int. 1. De Starter à Sophie[23], Dupuis, coll. « Patrimoine », Marcinelle, 19 août 2011
Scénario : Yvan Delporte - Dessin : Jidéhem - Couleurs : quadrichromie -  (ISBN 978-2-8001-5061-1)
- Int. 4. Tome 4 - 1972-1978[24], Dupuis, coll. « Patrimoine », Marcinelle, 29 janvier 2016
Scénario : Jidéhem, Vicq - Dessin : Jidéhem - Couleurs : quadrichromie -  (ISBN 978-2-8001-6374-1),Contient un dossier introductif de 25 pages par Christelle et Bertrand Pissavy-Yvernault.

#### Spirou et Fantasio
- 12. Le Nid des Marsupilamis, Dupuis, Marcinelle, 1960
Scénario : André Franquin - Dessin : André Franquin, Jidéhem -  (ISBN 2800100141)
- 13. Le Voyageur du Mésozoïque, Dupuis, Marcinelle, 1960
Scénario : André Franquin, Greg - Dessin : André Franquin, Jidéhem -  (ISBN 280010015X)
- 14. Le Prisonnier du Bouddha, Dupuis, Marcinelle, 1961
Scénario : André Franquin, Greg - Dessin : André Franquin, Jidéhem -  (ISBN 2800100168)
- 15. Z comme Zorglub, Marcinelle,  (ISBN 2800100176), Dupuis
Scénario : André Franquin, Greg - Dessin : André Franquin, Jidéhem - Couleurs : 1961
- 16. L'Ombre du Z, Dupuis, Marcinelle, 1962
Scénario : André Franquin, Greg - Dessin : André Franquin, Jidéhem -  (ISBN 2800100184)
- Spirou et Fantasio, Hors Série 3 : La Voix sans maître et 5 autres aventures, Dupuis, Marcinelle, 2003
Scénario : Alain De Kuyssche, Marcel Denis, André Franquin, Nic Broca, Rob-Vel, Tome - Dessin : Nic Broca, André Franquin, Janry, Jidéhem, Vittorio Leonardo, Rob-Vel -  (ISBN 2800134550)
- Spirou et Fantasio, Hors Série 4 : Fantasio et le fantôme et 4 autres aventures, Marcinelle,  (ISBN 2800134569), Dupuis
Scénario : Yves Chaland, Jean-Claude Fournier, André Franquin, Jidéhem, Jijé - Dessin : quadrichromie - Couleurs : 2003

#### Gaston
- 0. Gaston, Dupuis, Marcinelle, janvier 1960
Scénario : André Franquin - Dessin : André Franquin, Jidéhem
- 2. Gala de gaffes, Dupuis, Marcinelle, janvier 1963
Scénario : André Franquin - Dessin : André Franquin, Jidéhem
- 3. Gaffes à gogo, Dupuis, Marcinelle, janvier 1964
Scénario : André Franquin - Dessin : André Franquin, Jidéhem
- 4. Gaffes en gros, Dupuis, Marcinelle, janvier 1965
Scénario : André Franquin - Dessin : André Franquin, Jidéhem
- 1. Gare aux gaffes, Dupuis, Marcinelle, janvier 1966
Scénario : André Franquin - Dessin : André Franquin, Jidéhem
- 5. Les gaffes d'un gars gonflé, Dupuis, Marcinelle, janvier 1967
Scénario : André Franquin - Dessin : André Franquin, Jidéhem
- 6. Des gaffes et des dégâts, Dupuis, Marcinelle, janvier 1968
Scénario : André Franquin - Dessin : André Franquin, Jidéhem
- 19. Spirou et Fantasio 19 : Panade à Champignac, Dupuis, Marcinelle, 1969
Scénario : André Franquin, Gos, Peyo - Dessin : André Franquin, Jidéhem -  (ISBN 2800100214)
- R1. Gala de gaffes à gogo, Dupuis, Marcinelle, janvier 1970
Scénario : André Franquin - Dessin : André Franquin, Jidéhem -  (ISBN 2-8001-0093-1)
- R2. Le Bureau des gaffes en gros, Dupuis, Marcinelle, janvier 1972
Scénario : André Franquin - Dessin : André Franquin, Jidéhem -  (ISBN 2-8001-0094-X)
- R3. Gare aux gaffes du gars gonflé, Dupuis, Marcinelle, janvier 1973
Scénario : André Franquin - Dessin : André Franquin, Jidéhem -  (ISBN 2-8001-0308-6)
- R4. En direct de la gaffe, Dupuis, Marcinelle, janvier 1974
Scénario : Yvan Delporte, André Franquin - Dessin : André Franquin, Jidéhem -  (ISBN 2-8001-0370-1)
- Les Robinsons du rail, L'Atelier, novembre 1981
Scénario : Yvan Delporte - Dessin : André Franquin, Jidéhem - Couleurs : Jidéhem
- 0. Gaston 1 : Gaffes et gadgets, Dupuis, Marcinelle, juillet 1985
Scénario : Yvan Delporte, André Franquin - Dessin : André Franquin, Jidéhem -  (ISBN 2-8001-1248-4)
- R5. Gaston R5 : Le Lourd passé de Lagaffe, Dupuis, Marcinelle, novembre 1986
Scénario : André Franquin - Dessin : André Franquin, Jidéhem -  (ISBN 2-8001-1473-8)
- Les Mémoires de Spirou, Dupuis, Marcinelle, 1989
Scénario : Marcel Denis, Nic Broca, Jean-Claude Fournier, André Franquin, Jijé, Thierry Martens, Peyo, Rob-Vel, Jean-Paul Tibéri, Tome - Dessin : Nic Broca, Davine, Jean-Claude Fournier, André Franquin, Janry, Jidéhem, Jijé, Rob-Vel
- 1. Gaston Tome 1, Dupuis, Marcinelle, juillet 1997
Scénario : André Franquin - Dessin : André Franquin, Jidéhem - Couleurs : Jidéhem, Vittorio Leonardo -  (ISBN 2-8001-2601-9)
- 2. Gaston Tome 2, Dupuis, Marcinelle, juillet 1997
Scénario : André Franquin - Dessin : André Franquin, Jidéhem - Couleurs : Jidéhem, Vittorio Leonardo -  (ISBN 2-8001-2602-7)
- 3. Gaston Tome 3, Dupuis, Marcinelle, juillet 1997
Scénario : André Franquin - Dessin : André Franquin, Jidéhem - Couleurs : Jidéhem, Vittorio Leonardo -  (ISBN 2-8001-2603-5)
- 4. Gaston Tome 4, Dupuis, Marcinelle, juillet 1997
Scénario : André Franquin - Dessin : André Franquin, Jidéhem - Couleurs : Jidéhem, Vittorio Leonardo
- 5. Gaston Tome 5, Dupuis, Marcinelle, juillet 1997
Scénario : André Franquin - Dessin : André Franquin, Jidéhem - Couleurs : Jidéhem, Vittorio Leonardo
- 6. Gaston Tome 6, Dupuis, Marcinelle, juillet 1997
Scénario : André Franquin - Dessin : André Franquin, Jidéhem - Couleurs : Jidéhem, Vittorio Leonardo

#### Artbooks
- Jidéhem[34], B.D. Club de Genève, coll. « Archibald - Les carnets d'Archibald », Genève, 2001
Scénario et dessin : Jidéhem - Couleurs : noir et blancno 10 de la collection.

#### Catalogues d'exposition
- Le Musée en bulles - Quand la BD s'inspire des objets du musée[35], Musée du cinquantenaire de Bruxelles, Bruxelles, mars 1996
Scénario : Hergé - Dessin : Edgar P. Jacobs - Couleurs : JidéhemCatalogue d'exposition (OCLC 1050004214)
- Premiers cartons - Jidéhem époque héroïque[36],[21], La Crypte tonique, Bruxelles, mars 2019
Scénario et dessin : Jidéhem - Couleurs : noir et blanc

### Expositions
- Premiers cartons ! Jidéhem époque héroïque, Galerie Bortier, Bruxelles en juillet 2019[21].

## Prix et récompenses
- 1990 :  prix Géant de la BD par la Chambre belge des experts en bande dessinée[37] pour l'ensemble de l'œuvre.

#### Livres
: document utilisé comme source pour la rédaction de cet article.
- Jean Van Hamme, Introduction à la bande dessinée belge, Bruxelles, Bibliothèque royale de Belgique, 1968, 80 p., ill. ; 26 cm (lire en ligne), p. 30[catalogue] publié à l'occasion de l'exposition La bande dessinée en Belgique, Bibliothèque Albert Ier, [Bruxelles], du 29 juin au 25 août 1968.
- Henri Filippini, Dictionnaire de la bande dessinée, Paris, Bordas, 1989, 731 p., ill. ; 27 cm (ISBN 2-04-018455-4, OCLC 1244909550, BNF 35065653, présentation en ligne), p. 108, 216, 226, 368, 497, 636.
- Jean Pirotte (dir.) et Luc Courtois, Du régional à l'universel. : L'imaginaire wallon dans la bande dessinée., Louvain-la-Neuve, Fondation wallonne Pierre-Marie et Jean-François Humblet, 1999, 310 p. (ISBN 978-2-9600072-3-7 et 2960007239, OCLC 1075833932), p. 216-217 lire sur Google Livres
- Jacques Fiérain, « Jidehem », dans La BD à Bruxelles et en Brabant, Charleroi, Éd. l'Âge d'or, avril 2003, 144 p., ill. ; 31 cm (ISBN 9782960119664 et 2960119665, OCLC 470388171, présentation en ligne), p. 83.
- Patrick Gaumer, « Jidéhem », dans Dictionnaire mondial de la BD, Paris, Larousse, 2010, 953 p., ill. ; 27 cm (ISBN 978-2-0358-4331-9 et 2-0358-4331-6, OCLC 920924930, présentation en ligne), p. 453. .
- François Ayrolles, « Jidéhem est autorisé à créer une héroïne », dans Moments clés du journal de Spirou 1937-1985, Marcinelle, Dupuis, coll. « Patrimoine », 2 mars 2018, 312 p., ill. ; 20,8 cm (ISBN 9782800171142 et 2800171146, OCLC 1034784873, présentation en ligne), p. 201-202.
- Philippe Mellot, Michel Denni, Laurent Turpin et Isabelle Morzadec, Trésors de la bande dessinée : BDM 2021-2022 - Catalogue encyclopédique & Argus, Paris, Les Arènes, novembre 2020, 22e éd., 1700 p., ill. ; 23 cm (ISBN 9791037502582, OCLC 1240308146, présentation en ligne), p. 169, 226, 469, 522, 747, 783, 964, 972, 1045, 1063, 1064, 1066, 1070. .

#### Périodiques
- Hugues Dayez, « Les Aventures d'un journal : Sophie vole la vedette à Starter », Spirou, Dupuis, no 3862,‎ 18 avril 2012, p. 29.
- Jidéhem (interviewé par Frédéric Bosser), « Spécial Belgique : Jidéhem Sophie, ma fille... », dBD, no 94,‎ juin 2015, p. 56-60 (ISSN 1951-4050).
- Frédéric Bosser, « Actualités : Disparition : Jidéhem nous a quittés », dBD, no 114,‎ juin 2017, p. 10 (ISSN 1951-4050).
- Hop ! no 154, juin 2017, dossier Jidéhem.

#### Articles
- François Walthéry (interviewé par Nicolas Anspach), « Interviews : Walthéry : « Il ne faut pas sous-estimer le rôle de Jidéhem dans l’œuvre de Franquin, et plus précisément sur Gaston » », ActuaBD,‎ 5 septembre 2011 (lire en ligne, consulté le 14 février 2025).
- Henri Filippini, « Jidéhem : le deuxième homme… », BDzoom,‎ 28 mars 2017 (lire en ligne, consulté le 19 décembre 2022)
- Michaël Degré, « Jidéhem, un héros trop discret », L'Avenir,‎ 3 mai 2017 (lire en ligne , consulté le 12 novembre 2022).

### Articles contextes
- Bande dessinée belge